# ローラン・ギャロス
ウジェーヌ・アドリアン・ローラン・ジョルジュ・ガロス（Eugène Adrien Roland Georges Garros、1888年10月6日 - 1918年10月5日）通称ローラン・ガロス（Roland Garros フランス語発音: [ʁɔlɑ̃ ɡaʁos]）は、インド洋のフランス領レユニオン・サン＝ドニ出身のフランスの飛行家。世界で初めて地中海横断飛行に成功した。第一次世界大戦でのエースパイロットである。

## 人物
1913年9月23日に地中海横断飛行をおこなったパイロットとして知られていたギャロスは、第一次世界大戦が始まるとフランス空軍に加わった。
牽引式の戦闘機の機銃の命中率をあげるため、プロペラに防弾板をとりつけ、飛行機前面に取り付けた機銃でプロペラの回転面内を通して射撃をおこなう画期的方法を考案した。1915年4月の実戦投入後、すぐに3機を撃墜する戦果を挙げた。
1915年4月18日に撃墜され、ドイツ領内に不時着した。アイデアはフォッカー E.IIIなどに模倣され、改良されたプロペラ同調機関銃は、逆にドイツ機優越の原因となった。
1918年2月、捕虜収容所から脱走して、再び空軍に復帰したが、10月5日にヴージエ近郊サン＝モレルで撃墜され死亡した。まだ29歳11ヶ月だった（誕生日の僅か一日前である）。

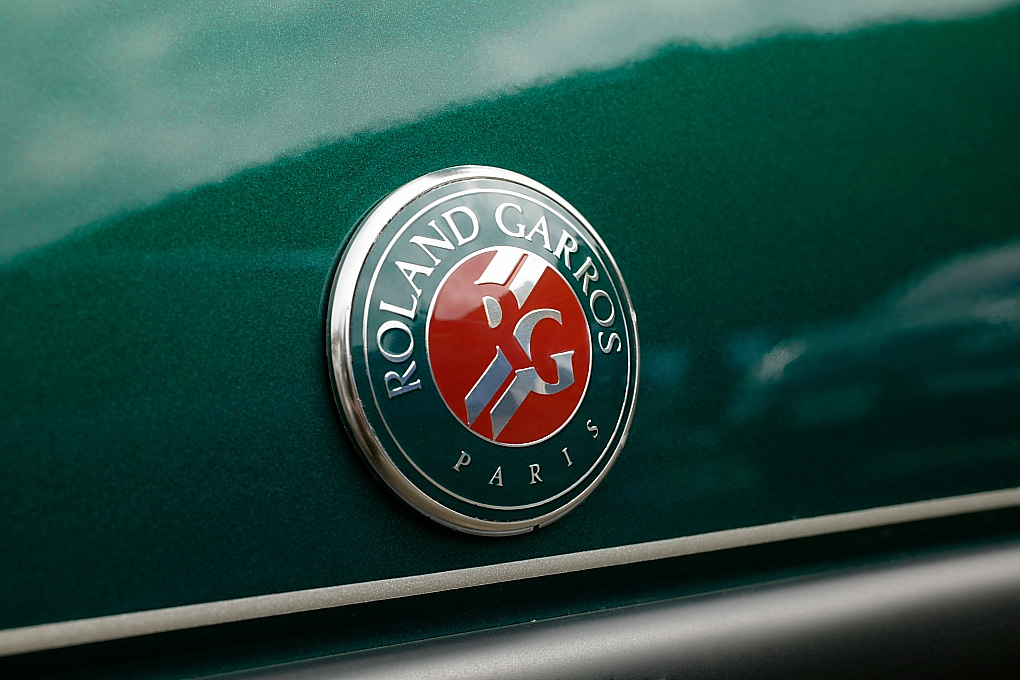
プジョー・306のローラン・ギャロスエンブレム

ローラン・ギャロス・トーナメントと呼ばれるテニスの全仏オープンと、その会場となるスタッド・ローラン・ギャロスは、ギャロスの功績を讃えて命名された。
また、このトーナメントのスポンサーである自動車会社のプジョーでは、濃緑の塗色と本革内装を組み合わせた、ローラン・ギャロス・エディションを、歴代量販モデルに設定している。